# Большой Халгакан
Большой Халгакан — река в Хабаровском крае России, протекает по территории Нанайского района. Длина реки — 38 км.
Начинается к северо-востоку от посёлка Мухен в гористой местности. Течёт в общем северном направлении по болотистой равнине. Крупных притоков не имеет. В левобережье реки расположены урочища Халгакан и Медвежьи Тропы. В нижней трети пересекается автозимником. Впадает в реку Мухен слева на расстоянии 38 км от устья.
- Код водного объекта — 20030900112118100069882[2]